# 波氏吻鰕虎魚
波氏吻鰕虎魚（学名：Rhinogobius cliffordpopei）为鰕虎魚科吻鰕虎魚屬的鱼类，是中国的特有物种。分布于长江水系等，多见于湖岸、河流的沙砾浅滩区以及伏卧水底。该物种的模式产地在洞庭湖。

## 扩展阅读
維基物種上的相關：波氏吻鰕虎魚